# Trzy misie (moneta)
Trzy misie – dukat lokalny wyemitowany po raz pierwszy w lutym 2009 r. przez gminę Stronie Śląskie w ramach akcji promującej walory turystyczne gminy oraz znajdującej się na jej terenie Jaskini Niedźwiedziej w Kletnie.
Nominał monety wynosi 3 misie. Wykonana została według projektu firmy Amber Future, będącej organizatorem akcji. Autorką modelu gipsowego jest Dobrochna Surajewska. Monetę wybiła Mennica Polska na zamówienie organizatora:
- moneta z mosiądzu – 20 000 szt., średnica 22 mm,
- moneta ze srebra Ag 500 – 500 szt., średnica 32 mm.

Na awersie widnieje sylwetka kroczącego niedźwiedzia jaskiniowego ustawionego prawym bokiem, umieszczonego wewnątrz jaskini z widocznymi od góry i od dołu naciekami. Powyżej sylwetki znajduje się nominał "3", poniżej nazwa monety "MISIE", a w górnej części napis "Jaskinia Niedźwiedzia w Kletnie". Na rewersie pośrodku mieści się herb Stronia Śląskiego, powyżej wersalikiem nazwa miasta. W dolnej części widnieje napis "honorowana do 15.04.2009", a po lewej znak mennicy.
Moneta pojawiła się w obrocie 12 lutego 2009 r. a jej ważność wyznaczono do 15 kwietnia 2009 r. Kurs wymiany wynosił 3 misie = 3 złote. Kolekcjonerskie monety srebrne sprzedawano w cenie 160 zł. Razem z monetą wydane zostały ulotka informacyjna i plakat z obwieszczeniem o akcji promocyjnej oraz krótkimi notatkami o gminie Stronie Śląskie i o Jaskini Niedźwiedziej. Monetą można płacić i wydawać na terenie gminy w punktach handlowych i usługowych, które oznaczone są specjalną nalepką.
Cały nakład monet rozszedł się następnego dnia po emisji. Tego samego dnia moneta pojawiła się na aukcjach internetowych Allegro z ceną wywoławczą 17,49 zł za monetę mosiężną i 120 zł za srebrną.